# Stade de Port-Gentil
Het Stade de Port-Gentil is een voetbalstadion in Gabon, die voor het eerst gebruikt gaat worden tijdens de Afrika Cup 2017. Het stadion staat in Port-Gentil, Gabon. In het stadion is ruimte voor 20.000 toeschouwers.

## Afrika Cup 2017
Het stadion wordt gebruikt voor de Afrika Cup van 2017. In dit stadion werden 5 van de 6 wedstrijden uit poule D worden gespeeld en daarnaast ook nog enkele wedstrijden in de knock-outfase.
| № | Datum           | Wedstrijd             | Uitslag | Afrika Cup   |
| - | --------------- | --------------------- | ------- | ------------ |
| 1 | 17 januari 2017 | Ghana – Oeganda       | 1 – 0   | Groep D      |
| 2 | 17 januari 2017 | Mali – Egypte         | 0 – 0   | Groep D      |
| 3 | 21 januari 2017 | Ghana – Mali          | 1 – 0   | Groep D      |
| 4 | 21 januari 2017 | Egypte – Oeganda      | 1 – 0   | Groep D      |
| 5 | 24 januari 2017 | Togo – Congo-Kinshasa | 1 – 3   | Groep C      |
| 6 | 25 januari 2017 | Egypte – Ghana        | 1 – 0   | Groep D      |
| 7 | 29 januari 2017 | Egypte – Marokko      | 1 – 0   | Kwartfinale  |
| 8 | 4 februari 2017 | Burkina Faso – Ghana  | 1 – 0   | Troostfinale |

Stade d'Oyem (Oyem) · Stade de Franceville (Franceville) · Stade d'Angondjé (Libreville) · Stade de Port-Gentil (Port-Gentil)